# Festival di Verbier
Il Festival di Verbier è un festival musicale internazionale di musica classica, che si tiene su base annuale nella località montana di Verbier, in Svizzera. La durata è di due settimane e si svolge tra la fine di luglio e l'inizio di agosto.

## Storia
Fondata dall'espatriato svedese Martin T:son Engström nel 1994, ha attratto solisti internazionali come Leif Ove Andsnes, Martha Argerich, Lera Auerbach, Emanuel Axe, Khatia Buniatishvili, Hilary Hahn, Leonidas Kavakos, Evgeny Kissin, Magdalena Kožená, Lang Lang, Mischa Maisky, Mikhail Pletnev, Thomas Quasthoff, Julian Rachlin, Andrea Rost, Anoushka Shankar, András Schiff, Bryn Terfel, Daniil Trifonov, Yuja Wang, Julian Lloyd Webber, Gautier Capuçon, e Renaud Capuçon. Anche le attività del Fest'Off, inclusi concerti jazz e passeggiate speciali nei dintorni di Verbier, sono a disposizione del pubblico gratuitamente durante i 17 giorni del festival.